# 波多野完治
波多野 完治（はたの かんじ、1905年2月7日 - 2001年5月23日）は、日本の心理学者。学位は、文学博士（日本大学・論文博士・1952年）（学位論文「スタイルの心理学的研究・文章心理学」）。お茶の水女子大学名誉教授。
ジャン・ピアジェの発達心理学を中心に学び、アンリ・ワロンなどを紹介した。また文章心理学、創作心理学、視聴覚教育などに多数の著作がある。

## 経歴
巖松堂書店（のちの巖松堂出版）創業者・波多野重太郎の次男として東京に生まれる。
錦華小学校から、東京府立第一中学校受験に失敗し開成中学校に入学。第一高等学校を経て、1928年に東京帝国大学文学部心理学科を卒業。法政大学教授、東京女子高等師範学校教授を経て、戦後改称したお茶の水女子大学教授に就任、1969年同学長に就任。
1952年に日本大学で文学博士の学位を取得、論文題名は「スタイルの心理学的研究・文章心理学」。
1978年に日本心理学会名誉会員、1985年に日本教育心理学会名誉会員、1990年にはユニベール財団理事長に就任。
著書に『文章心理学大系』『ピアジェ入門』『新しい児童観』など。心理学のほか文学評論も行い、『文章心理学入門』はロングセラーとなった。そのほか『十五少年漂流記』など児童文学の翻訳も行う。全集12巻がある。

## 受賞
- 1958年 - 第9回NHK放送文化賞[3]
- 1975年11月 - 勲二等旭日重光章[3]

## 家族
妻は児童心理学者の波多野勤子。息子・誼余夫も心理学者、里望は国際法学者。孫（里望の息子）に小説家の波多野鷹がいる。

## 著書
- 『兒(児)童心理學』 同文館 1931年
- 『子供とはどんなものか－子供の社会心理學叢書第2』 刀江書院 1935年
- 『文章心理學―日本語の表現価値』 三省堂 1935年
- 『子供の道徳』 刀江書院 1936年
- 『兒童生活と學習心理』 賢文館 1936年
- 『文章學 創作心理學序論』 文学社 1936年
- 『算術の指導心理』 賢文館 1937年
- 『哲學要理 第1分冊』 中央書房 1937年
- 『兒童社會心理學』 同文館　1938年
- 『創作心理學』 巌松堂 1938年
- 『心理學と敎育』 作品社 1939年
- 『子供達の気持』 第一公論社 1940年
- 『兒童心性論』 賢文館 1940年
- 『心理學要理』 巌松堂 1940年
- 『心理學的散歩』 厚生閣 1941年
- 『現代心理學説研究』 小学館 1941年
- 『文章心理學入門』 三省堂 1941年 のち新潮文庫
- 『文章心理學の問題』 三省堂 1941年
- 『兒童心理の世界』 同文館 1943年
- 『青年敎育者への手紙』 巌松堂 1947年
- 『心理學入門』 国立書院 1947年
- 『ミシシッピ川のたんけん』 國立書院 1947年
- 『現代心理学と教育』 金子書房 1948年
- 『新聞記事 文章心理学的研究』 日本新聞協会 1948年
- 『児童の音楽心理学』 清宮栄一共著 河出書房 1948年 音楽文庫教育篇
- 『児童心理学入門』 国立書院 1948年
- 『アメリカ発見物語』 冨山房　1949年
- 『視覚教育論』 金子書房　1949年
- 『児童心理と児童文学』 金子書房 1950年
- 『現代文章心理学 小説・新聞・論文のスタイル』 新潮社 1950年
- 『新稿児童心性論 学習指導の基礎』 朝倉書店 1952年
- 『算数の学習心理』 牧書店 1952年
- 『作文教育新論』 滑川道夫共著 牧書店 1953年
- 『精神発達の心理学 子どもの成長の弁証法』 大月書店 1956年
- 『映画の心理学』 新潮社 1957年
- 『小学生の心とからだ』 木田文夫共著 牧書店 1957年
- 『現代の言語心理学』 沢田慶輔共編 牧書店 1957年
- 『ことばと文章の心理学』 新潮文庫 1958年
- 『心理学入門 暮しの中にはたらく知恵』 光文社 1958年（カッパ・ブックス）
- 『児童心理学ハンドブック』 依田新共編 金子書房 1959年
- 『第二信号系理論と国語教育』 明治図書出版 1961年
- 『実用文の書き方 文章心理学的発想法』 光文社 1962年（カッパ・ブックス）
- 『子どものものの考え方』 滝沢武久共著 岩波新書 1963年
- 『テレビ教育の心理学』 日本放送教育協会 1963年
- 『新文章入門 心理学的上達法』 講談社現代新書 1965年
- 『最近の文章心理学』 大日本図書 1965年
- 『ピアジェの認識心理学』 編 国土社 1965年
- 『ピアジェの発達心理学』 編 国土社 1965年
- 『文章診断学』 至文堂 1966年
- 『文章心理学の理論』 大日本図書 1966年
- 『ピアジェの児童心理学』 国土社 1966年
- 『心理学と教育実践』 金子書房 1967年
- 『生涯教育論』 小学館 1972年
- 『教育機器の学習心理学』 大日本図書 1972年
- 『現代レトリック』 大日本図書 1973年
- 『生涯教育新講』 教育開発研究所 1975年
- 『波多野完治国語教育著作集』 明治図書出版 1975年
- 『子どもの認識と感情』 岩波新書 1975年
- 『教育の散歩道』 小学館 1976年
- 『生涯学習のすすめ 学校教育+独学の設計 教育対話 森隆夫』 ぎょうせい 1976年
- 『世界の学校・日本の学校 体験的比較教育学』 小学館 1978年
- 『説得の文章心理学 マス・メディア時代のレトリック』 筑摩書房 1981年
- 『保育する心 若い幼児教育者に語る』 小学館 1981年
- 『子どもの発達心理』 国土社 1981年
- 『「学ぶ」心理学』 金子書房 1985年
- 『生涯教育論 続』 小学館 1985年
- 『ピアジェ入門』 国土社 1986年
- 『授業の心理学』 小学館 1987年
- 『波多野完治全集』全12巻 小学館 1990年-1991年
- 『波多野勤子―三役女房一代記』 小学館 1990年
- 『吾れ老ゆ故に吾れ在り 老いと性と人生と』 光文社 1993年
- 『性こそ吾れなり 老いてなお艶失わず』 光文社 1995年
- 『老いのうぶ声 生涯学習としての俳句 波多野完治句集』 小学館 1997年
- 『22年目の返信』 大村はま共著 小学館 2004年

## 共著
- 堀秀彦らと共著 『子供の生活心理』 刀江書院 1935年
- 山下徳治と共著 『ギイヨー・デューイ』 岩波書店 1936年
- 城戸幡太郎らと共著 『講座児童文化 上下』 西村書店 1941年
- 共著 『映画と文学』 第一文芸社 1941年
- 清宮栄一と共著 『児童の音楽心理学』 河出書房 1948年
- 滑川道夫と共著 『作文教育新論』 牧書店 1953年
- 木田文夫と共著 『小学生の心とからだ』 牧書店 1957年
- 共著 『岩波講座 現代教育学 第2巻』 岩波書店 1960年
- 共著 『ラジオ・テレビ教育心理学』 日本放送教育協会 1961年
- 滝沢武久と共著 『子どものものの考え方』 岩波新書 1963年 再刊1992年
- 滝沢武久と共著　『子どもの心』 大日本図書 1968年
- 森隆夫と共著 『生涯教育のすすめ-学校教育＋独学の設計 教育対話』 ぎょうせい 1976年

## 編著
- 牛島義友と共編 『教育心理学研究』全5集 巌松堂 1949年-1951年
- 編著 『児童心理と児童文学』 金子書房 1950年
- 編著 『視聴覚教育新書』全6巻 金子書房 1950年-1952年
- 共編 『わが子の導きかた』全7巻 大阪・創元社 1952年
- 滑川道夫らと共編 『作文教育講座』全6巻 河出書房 1954年-1955年
- 相良守次らと共編 『現代心理学』全6巻 河出書房 1954年-1955年
- 編著 『児童文化』 国土社 1956年
- 編著 『精神発達の心理学―子どもの成長の弁証法』 大月書店 1956年 改訂版1967年
- 沢田慶輔と共編 『現代の言語心理学』 牧書店 1957年 増補版1965年
- 三好稔と共編 『現代心理学大系』全14巻 中山書店 1957年-1958年
- 相良守次らと共編 『芸術心理学講座』全5巻 中山書店 1957年-1958年
- 遠藤嘉基らと共編 『コトバの科学』全8巻 中山書店 1958年
- 小川太郎らと共編 『教育実践講座』全10巻 国土社 1958年
- 編著 『人間と思想』 有斐閣 1959年
- 依田新と共編 『児童心理学ハンドブック』 金子書房 1959年
- 石山脩平らと共編 『読者とマスコミュニケーション』 牧書店 1959年
- 編著 『現代テレビ講座 教育・教養編』 ダヴィエット社 1960年
- 編著 『子どもの心―そのとらえ方・みちびき方』 大日本図書 1961年
- 編著 『世論・宣伝―現代社会の心理』 大日本図書 1961年
- 沢田慶輔と共編 『児童心理学』 東京大学出版会 1961年
- 共編 『授業の科学』全7巻 国土社 1963年-1964年
- 編著 『視聴覚コミュニケーションと現在の教育』 明治図書出版 1964年
- 編著 『ピアジェの認識心理学』 国土社 1965年 再刊1993年
- 編著 『ピアジェの発達心理学』 国土社 1965年 再刊1993年
- 編著 『ピアジェの児童心理学』 国土社 1966年 再刊1996年
- 藤永保と共編 『心理学のすすめ』 筑摩書房 1968年 第二版1979年
- 編 (芳賀純ほか著) 『ことば・文章―効果的なコムニケーション』 大日本図書 1968年
- 村石昭三らと共編 『シリーズ 教科の論理と心理』全5巻 明治図書出版 1968年
- 西本三十二と共編 『視聴覚教育事典 新版』 明治図書出版 1968年
- 岸本唯博 と共編 『視聴覚教育研修ハンドブック-文部省・標準カリキュラム準拠』第一法規出版 1973年
- 吉田昇らと共著 『現代の国語教育理論―認識と学力の統一』 三省堂 1974年
- 編著 『どの子ものびる』 国土社 1986年

## 翻訳
- 『教育心理学 新しき児童の見方』 アルフレッド・ビネー 古今書院 1930年、のち「新しい児童観」
- 『十五少年漂流記』 ジュール・ヴェルヌ 新潮文庫 1951年
- 『知能の心理学』 ジャン・ピアジェ 滝沢武久共訳 みすず書房 1960年
- 『名犬ラッド』 ターヒューン 小学館 1963年
- 『美術と視覚 美と創造の心理学』 ルドルフ・アルンハイム 関計夫共訳 美術出版社 1963年-1964年
- 『ミシェルのかわった冒険』 あかね書房 1965年
- 『新しい児童心理学』 ジャン・ピアジェ、ベルベル・イネルデ 須賀哲夫、周郷博共訳 白水社 文庫クセジュ 1969年
- 『海底二万マイル』 ベルヌ 旺文社 1970年
- 『生涯教育入門』 ポール・ラングラン 全日本社会教育連合会 1971年
- 『ピアジェとレビィ＝ストロース 社会科学と精神の探究』 ハワード・ガードナー 入江良平共訳 誠信書房 1975年
- 『心理学と弁証法的唯物論』 ジャン＝フランソワ・ルニ 真田孝昭共訳 大月書店 1976年
- 『児童心理学50語』 ジャック・マントワ 支倉寿子共訳 朝日出版社 1976年
- 『人間科学序説 科学体系のなかで人間科学はどういう位置をしめるか』 ピアジェ 岩波書店 1976年
- 『心理学とマルクス主義 アンリ・ワロンの生涯と業績』 R・ザゾ 真田孝昭共訳 大月書店 1978年
- 『昔話の魔力』 ブルーノ・ベッテルハイム 乾侑美子共訳 評論社 1978年
- 『ピアジェ』 M・A・ボーデン 岩波書店（岩波現代選書） 1980年

## 論文
- 「心間心理学的考察 (1) - (4)」 『心理学研究』 第4巻1輯 - 4輯（1929年）
- 「心理学-現代における諸傾向」 『フランスの社会科学・第5巻』 刀江書院（1930年）
- 「児童思考の本質」 『教育心理研究』 第6巻 6号（1931年）
- 「綴り方教育の心理学的批判」 千葉春雄編『最新の心理学と国語教育の問題』 厚生閣（1932年）
- 「児童の自然観」 『岩波講座教育科学・第10冊』 岩波書店（1932年）
- 「精神診断学」 『岩波講座教育科学・第20冊』（1932年）
- 「国語文章論」 『国語科学講座・第9巻』 明治書院（1933年）
- 「フランスに於ける行動心理学」 『教育心理研究』 第8巻 3号（1933年）
- 「女学校用教育教科書の批判的調査」『教育』 第1巻 1号（1933年）』
- 「ゲシタルト心理学の研究」 『教育芸術界』 第67巻 6号 - 第68巻 3号（1933年）
- 「態度の研究について」 『教育心理研究』 第9巻 7号（1934年）
- 「新しき児童観の建設」『児童』 第2巻 1号（1935年）
- 「言語心理学」 『岩波講座国語教育2 国語教育の学的機構』 岩波書店（1936年）
- 「新心理学と本能・社会性」 『教育学術界』 第72巻 6号（1936年）
- 「新心理学と意識概念」 『教育学術界』 第73巻 3号（1936年）
- 「文章と感覚類型 上下」 『教育心理研究』 第12巻 1号・6号（1937年）
- 「生産主義教育の生産性」 『教育』 第6巻 第5号（1938年）
- 「北海道教育の印象」 『教育科学研究』 第2巻 第2号（1940年）
- 「児童文化の理念と体制 『国語教育学会叢書 1 児童文化論』 岩波書店（1941年）
- 「少国民文化・娯楽・映画・ラジオ」 『現代心理学 11. 教育心理学 II』 河出書房（1942年）
- 「児童観に於ける自由と統制」 『児童心理』 第1巻 2号（1947年）
- 「教育と心理学」 金子書房（1950年）
- 「日本の子どもの精神発達」 『岩波講座教育 7 日本の子ども』 岩波書店（1952年）
- 「ビネー」 『心理学講座 1 現代心理学』 中山書店（1952年）
- 「言語」 『心理学講座 12 文化心理』 中山書店（1954年）
- 「教育心理学総説」 『現代教育心理学大系 1 総論』 中山書店（1958年）
- 「テレビジョンと教育」 『思想』 第413号（1958年）
- 「発達理論」 『児童心理学ハンドブック』 金子書房（1959年）
- 「行為・映像・認識―学習における映像と認識」 『児童心理』 第23巻 1号（1959年）
- 「教育における心理学の役割」 『教育心理学年報』 第4集（1964年）
- 「自由選題論争-大正期の教育論争」 『思想の科学』（1964年10月号）
- 「心理学史の方法」 『児童心理』（1969年6月号）
- 「教育心理学におけるアカデミズムとジャーナリズム」 『教育心理学年報』 第25集（1986年）